# Donghu, Lianjiang
Donghu (kinesiska: 东湖) är en köping i sydöstra Kina. Den ligger i Lianjiang härad i provinshuvudstaden Fuzhou i provinsen Fujian, omkring 27 kilometer nordost om centrala Fuzhou. Antalet invånare är 15 272. Befolkningen består av 7 498 kvinnor och 7 774 män. Barn under 15 år utgör 19,0 %, vuxna 15-64 år 71 %, och äldre över 65 år 9,0 %.